# Makes No Difference
«Makes No Difference», является первым синглом канадской панк-группы Sum 41 из альбома Half Hour of Power. Песня звучала в нескольких фильмах: Король вечеринок, Добейся успеха и Отмороженные.

## Клип
В клипе на песню «Makes No Difference» показывают, как двое парней устраивают вечеринку у себя дома, и на этой вечеринке поют Sum 41. В клипе можно заметить американского рэпера DMX, бывшего барабанщика Аврил Лавин Мэтта Бранна. Есть так же и другая версия клипа, в ней показано то видео, которое снимала сама группа, например: ограбление пиццерии с помощью водяного оружия и др.

## Появление песни в медиа продуктах
- Кавер версия песни, исполненная Винном Ломбардо в 2006 году, была в видео игре Elite Beat Agents для Nintendo DS.
- Песня играет в титрах аниме фильма Bardock: The Father of Goku.
- Песня играет в двух играх EA Sports NHL 2002 и Dave Mirra's Freestyle BMX 2.